# ON/OFF
ON/OFF ( ON/OFF?,  10 de diciembre de 1983) está integrado por unos gemelos cantantes de J-Pop originarios de Japón. Sus nombres reales en kanji son 坂本直弥 / 坂本和弥 (Naoya Sakamoto / Kazuya Sakamoto).

## Historia
On/Off es un dúo formado por dos hermanos gemelos nacidos en 1983, Naoya Sakamoto (el mayor) y Kazuya Sakamoto (el menor).
Debutaron en el 2007 en el dorama Fūma no Kojirō que trata sobre el enfrentamiento de dos escuelas de artes marciales, dónde además cantaban el ending "Eien no Setsuna".
Tiempo después sacaron un segundo single digital "Oredake no muse" que interpretaban en la calle como live gratuito.
Su single "Futatsu no Kodou to Akai Tsumi", al igual que "Rondo", han sido utilizados para el opening del anime de Vampire Knight y Vampire Knight Guilty, respectivamente. Y en estos últimos cuatro singles mencionados, ya se han sacado un MV de cada uno de ellos.
En este último año 2010 utilizaron su más reciente single llamado Butterfly como segundo ending de la nueva serie de anime Durarara, lanzando un pv de la canción. también interpretaron una canción llamada "Hajimaru no wa, Sayounara" en el anime Beelzebub.
Se retiraron ambos gemelos del mundo del espectáculo el 3 de enero de 2015

## Miembros
Naoya Sakamoto
- Nombre: Naoya Sakamoto(坂本直弥) (mayor)
- Fecha de Nacimiento: 10 de diciembre de 1983
- Lugar de Nacimiento: Fukuoka
- Tipo de Sangre: O-
- Altura: 171
- Peso: 50 kg.
- Posición: Líder Vocal
- Especialidad: Deportes
- Hobbies: Ver películas en DVD
- Palabra Favorita: "Progreso"
- Objetivo Futuro: Viajar por todo el país. Aprender artes marciales.
- color favorito: blanco

Kazuya Sakamoto
- Nombre: Kazuya Sakamoto(坂本和弥)
- Fecha de Nacimiento: 10 de diciembre de 1983
- Lugar de Nacimiento: Fukuoka
- Tipo de Sangre: O-
- Altura: 170
- Peso: 50 kg.
- Posición: Líder Vocal
- Especialidad: Cantar
- Hobbies: Conducir, ir al súper mercado
- Palabra Favorita: "Sonrisa"
- Objetivo Futuro: Nunca dejar ON/OFF. Viajar por todo el país. Cantar en vivo en un domo
- color favorito: negro

## Discografía
"Álbumes"
- "Legend of twins I". A la venta desde el 22 de abril de 2009

1. ”soukou no genseki"
2. "eien no setsuna"
3. "ikusen no nemuri no hate"
4. "hana kagari"
5. "signal"
6. "lost"
7. "futatsu no kodou to akai tsumi"
8. "twinkle"
9. "rainy lady"
10. "sagashi mono"
11. "rondo"
12. "kokuhaku"
13. "yakusoku no hane white feathers"

- "Legend of twins II". A la venta desde el 7 de diciembre de 2011

1. "hajimaru no wa, sayonara"
2. "chouzetsu requiem"
3. "kimi ga suki"
4. "i loving... -boku no ai-"
5. "butterfly"
6. "kimi ga inakerya"
7. "chromatic liner"
8. "CONNECTION"
9. "boku dake no orion"
10. "AKATSUKI"
11. "legend"
12. "24 jikan no shinwa"
13. "christmas carol no koro ni wa"

- "DICE".

1. "ai no wana"
2. "calling"
3. "dice wo korogase-roll the dice"
4. "lonely lonely"
5. "utsukushii"

- "singles":

1. "yokogao"
2. "eien no setsuna"
3. "futatsu no kodou to akai tsumi"
4. "rondo"
5. "hana kagari"
6. "butterfly"
7. "hajimaru no wa, sayonara"
8. "akatsuki"